# Атенсио, Ксавье
Фрэнсис Ксавье Атенсио (англ. Francis Xavier Atencio), также известен как К. Атенсио (англ. X. Atencio, 4 сентября 1919 — 10 сентября 2017) — аниматор и дизайнер тематических парков Диснея.

## Биография
Родился в Уолсенберге (штат Колорадо).
Был художником в компании в 1938—1965 годах, когда стал работать дизайнером тематических парков. Написал сценарий к некоторым аттракционам, в том числе к «Призрачному поместью» и «Пиратам Карибского моря», для которых он также написал слова на музыку Джорджа Брунса в песне Yo Ho (A Pirate's Life for Me) и озвучил говорящий череп над входом. Его голос также раздается из гроба в «Призрачном поместье»: Эй! Выпустите меня отсюда! (англ. Hey! Let me out of here!)
Ксавье уволился из компании в 1984 году и получил звание «Легенда Диснея» в 1996.
Во время Второй мировой войны в ВВС США дослужился до звания капитана.